# سدریک کانته
سدریک کانته (انگلیسی: Cédric Kanté؛ زادهٔ ۶ ژوئیهٔ ۱۹۷۹) بازیکن فوتبال اهل فرانسه است.
از باشگاه‌هایی که در آن بازی کرده‌است می‌توان به باشگاه فوتبال استراسبورگ، باشگاه فوتبال پاناتینایکوس، باشگاه فوتبال سوشو، باشگاه فوتبال آژاکسیو، و باشگاه فوتبال نیس اشاره کرد.
وی همچنین در تیم ملی فوتبال مالی بازی کرده‌است.